# Geoff Hughes
Pour les articles homonymes, voir Geoffrey Hughes.
Geoffrey Hughes dit Geoff J. Hughes, né en 1939, est un ancien joueur de tennis australien.

## Carrière
1/8 de finaliste à Roland Garros en 1962, il sort des qualifications et bat en 1/16 du tableau principal John Newcombe 8-6, 6-3, 6-3 puis bute sur l'Italien Nicola Pietrangeli (2-6, 6-0, 0-6, 3-6).
Il a joué au Tournoi du Queen's ainsi qu'à Bruxelles, Monte-Carlo, Rome, en Allemagne et aux Pays-Bas, etc.

## Palmarès

### Titres
- Vainqueur à Le Touquet (août) en 1962 contre Noël Holland, 6-4, 6-1.

### Finales
- Finale à La Baule en 1961 contre Barry Phillips-Moore, 6-3, 6-1, 6-3
- Finale à La Baule en 1962 contre Barry Phillips-Moore, 6-3, 6-3, 6-8, 3-6, 6-1[1].